# Бруно Суткус
Бруно Суткус (нім. Bruno Sutkus; 14 травня 1924, Танненвальде, Східна Пруссія — 29 серпня 2003, Німеччина) — німецький снайпер литовського походження, який воював на східному фронті Другої світової війни, обер-єфрейтор. Третій за результативністю снайпер вермахту: офіційно знищив 209 ворожих солдатів.
Ім'я при народженні — Бронюс Суткус (лит. Bronius Sutkus). В радянському паспорті був записаний як Борис Антонович Суткус.

## Біографія
Бронюс Суткус народився в місті Танненвальде (зараз Чкаловськ, Російська Федерація). По батькові — литовець, що означало, що Суткус не був німцем за національністю. У 1938 році Суткус вступив в гітлер'югенд, отримавши звання шарфюрера, в 18 років став членом СА. Його відмінні стрілецькі здібності були оцінена вермахтом, і він отримав особисту снайперську гвинтівку. У 1941 році отримав німецьке громадянство. На рахунку Суткуса 209 підтверджених уражених цілей, за 6 місяців (червень — листопад 1944).
З серпня 1943 роки навчався в снайперському училищі в Вільнюсі, в кінці грудня 1943 був прийнятий в 68-ю піхотну дивізію. У січні 1945 року став інструктором в снайперській школі. Зміг встановити зв'язок з «лісовими братами» в кінці війни, але був захоплений в полон радянськими військами. Йому пропонували стати інструктором в радянській снайперській школі, обіцяючи амністувати його і створити йому легенду радянського офіцера, але Суткус відмовився і був відправлений до табору військовополонених.
З 1949 по 1971 рік працював в Сибіру шахтарем, потім переїхав до Вільнюса. Після розпаду СРСР читав лекції у військових школах Литви про дії снайпера в бою. У 1994 році отримав німецький паспорт. У 1997 році емігрував до Німеччини. Помер у 2003 році.

## Нагороди[1]
- Залізний хрест
  - 2-го класу (6 липня 1944)
  - 1-го класу (16 листопада 1944)
- Нагрудний знак «За поранення»
  - Чорний (7 вересня 1944)
  - Срібний (1 березня 1945)
- Відзнака снайпера 3-го ступеня (21 листопада 1944)
- Відзначений у Вермахтберіхт
  - «Снайпер Суткус із 196-го гренадерського полку впродовж п'яти місяців убив 125 ворогів.» (25 листопада 1944)
- Штурмовий піхотний знак в сріблі (29 листопада 1944)